# Heinrich Albertz
Heinrich Albertz (ur. 22 stycznia 1915 we Wrocławiu, zm. 18 maja 1993 w Bremie) – niemiecki ksiądz, teolog, polityk Socjaldemokratycznej Partii Niemiec (SPD), burmistrz Berlina Zachodniego w latach 1966–1967.

## Życiorys
Heinrich Albertz urodził się 22 stycznia 1915 we Breslau w rodzinie teologa ewangelickiego. Po maturze w 1933 roku studiował teologię w Breslau, Halle i Berlinie. Podczas studiów związał się z Kościołem Wyznającym, uznawanym przez nazistów ze organizację nielegalną, i jeździł jako kurier w sprawach kościoła do Holandii i Danii. Następnie pracował jako nauczyciel prywatny i pastor, był kilkakrotnie aresztowany, by wreszcie „dobrowolnie” wstąpić do Wehrmachtu. Publicznie popierał pastora luterańskiego, teologa i działacza antynazistowskiego Martina Niemöllera, przez co został osadzony w więzieniu w Glatz.
Od 1946 roku członek Socjaldemokratycznej Partii Niemiec (SPD) i minister w rządzie Dolnej Saksonii w latach 1948–1955, na czele którego stał Hinrich Wilhelm Kopf. W 1950 roku został wybrany do prezydium SPD. W latach 1950–1965 przewodniczył stowarzyszeniu opieki społecznej nad robotnikami Arbeiterwohlfahrt (AWO).
Od 1961 minister spraw wewnętrznych w rządzie Williego Brandta w Berlinie Zachodnim, którego został następcą w 1966. Rok później – 26 września 1967 roku – Albertz ustąpił ze stanowiska po tym, jak Benno Ohnesorg, 28-letni student niemieckiej literatury protestujący przeciwko wizycie szacha Iranu Rezy Pahlawiego, został zastrzelony przez policjanta, co zapoczątkowało protesty studenckie w Niemczech 1967-1968.
W latach 1970–1979 pracował jako pastor w Berlinie. Gdy 27 czerwca 1975 Ruch 2 Czerwca uprowadził szefa berlińskiej CDU i kandydata CDU na burmistrza Berlina Zachodniego Petera Lorenza, Albertz oddał się dobrowolnie w ręce terrorystów w zamian za uwolnienie Lorenza, i poleciał z nimi do Ludowo-Demokratycznej Republiki Jemenu.
Albertz zmarł 18 maja 1993 roku w Bremie.